# Lydie Reuze
Lydie Reuze (1961) es una deportista francesa que compitió en triatlón.
Ganó una medalla de bronce en el Campeonato Europeo de Triatlón de 1993 y una medalla de bronce en el Campeonato Mundial de Triatlón de Larga Distancia de 1994.

## Palmarés internacional
| Campeonato Europeo | Campeonato Europeo      | Campeonato Europeo | Campeonato Europeo |
| Año                | Lugar                   | Medalla            | Prueba             |
| ------------------ | ----------------------- | ------------------ | ------------------ |
| 1993               | Echternach (Luxemburgo) | Medalla de bronce  | Individual         |

| Campeonato Mundial | Campeonato Mundial | Campeonato Mundial | Campeonato Mundial |
| Año                | Lugar              | Medalla            | Prueba             |
| ------------------ | ------------------ | ------------------ | ------------------ |
| 1994               | Niza (Francia)     | Medalla de bronce  | Individual         |